# Brachychiton acerifolius
L'albero della fiamma australiano (Brachychiton acerifolius (A.Cunn. ex G.Don) Macarthur & C. Moore) è una pianta della famiglia Malvaceae, endemico dell'Australia.

## Descrizione
È un albero deciduo, perde le foglie dopo la stagione secca. Le foglie sono di morfologia variabile, lobate con un massimo di 7 lobi profondi. La spettacolare fioritura avviene in tarda primavera e il nuovo fogliame spunta per le piogge estive. Nelle zone in cui l'inverno non è particolarmente secco, questo ritmo naturale può diventare in qualche modo irregolare e l'albero può fiorire solo parzialmente.
I fiori sono a forma di campana, scarlatti con 5 petali parzialmente fusi (gamopetali). I frutti sono dei follicoli di colore marrone scuro, larghi, a forma di barca e lunghi circa 10 cm. Contengono masse di setole sottili che si attaccano nella pelle degli umani, così come i semi gialli. Questi ultimi sono nutrienti e sono mangiati dagli aborigeni dopo averli tostati.

## Distribuzione e habitat
La specie è originaria delle aree subtropicali dell'Australia (Queensland, Nuovo Galles del Sud).